# The Beach Boys Love You
The Beach Boys Love You je 21. studiové album americké poprockové skupiny The Beach Boys, které vyšlo v roce 1977 u vydavatelství Reprise/Brother Records. Díky silnému využití syntezátorů (zejména minimoogu) přineslo značně odlišný zvuk kapely od jejich předešlých desek. Je proto řazeno do kategorie synthpop nebo též new wave. Bylo na dlouhá léta poslední vydanou deskou, kde hrál jako skladatel a producent dominantní úlohu dlouholetý leader skupiny Brian Wilson.

## Okolnosti vzniku alba
Wilson se do práce na této desce pustil krátce po výrazném komerčním ohlasu předchozí desky 15 Big Ones. Zprvu bylo album zamýšlené jako jeho sólový projekt (pod titulem Brian Loves You). Wilson složil všechny skladby (některé jako spoluautor), neobvykle napsal také většinu textů, které vycházely z jeho osobního života. Zrcadlí se v nich např. jeho vztah k manželce Marilyn (duet Let's Put Our Hearts Together), různá témata spojená s malými dětmi a jejich výchovou (Roller Skating Child, Solar System, I Wanna Pick You Up). Některé texty věnoval také svým oblíbencům (producent Phil Spector v nahrávce Mona, moderátor Johnny Carson ve stejnojmenné písni). Ani ne minutová skladba Ding Dang byla fragmentem, který na konci 60. let společně složili Wilson a Roger McGuinn z The Byrds. Výraznou proměnou prošel v této době také hlas Briana (stejně jako jeho bratra Dennise Wilsona), který oproti minulosti znatelně zhrubl a postrádal někdejší „andělskou čistotu“, jak změnu pojmenoval hlavní zpěvák kapely Mike Love. Rozdíl podtrhlo zejména použití jedné starší nahrávky Good Time (natáčené již roku 1970 pro album Sunflower), v níž ještě Wilsonův hlas bez problémů přecházel do charakteristického falzetu. 

## Vydání a hodnocení alba
Obal desky navrhl přítel skupiny, grafik a hudebník Dean Torrence (z dua Jan & Dean), přičemž měl evokovat indiánskou kobercovou tkaninu (jeden ze zvažovaných názvů desky zněl Cowabunga). Album bylo vydáno 11. dubna 1977 a přes velmi pozitivní kritiky dosáhlo pouze na 53. místo v americké hitparádě Billboard, což bylo vnímáno jako zklamání. Lépe se deska prodávala ve Velké Británii, kde se umístila na #28. Pilotní singl Honkin' Down the Highway (v Evropě vydaný pouze v Německu) se žebříčkově neprosadil. Brian Wilson v roce 1998 označil desku za své nejoblíbenější album The Beach Boys. Vedle něj ji zpětně jako jednu z nejlepších hodnotil také kytarista a zpěvák skupiny Al Jardine. Oproti tomu zpěvák Mike Love ji ve své autobiografii charakterizoval jako „nepopiratelně originální, ale roztříštěnou a prostě celkově podivnou“. Velmi pozitivně se o desce po jejím vydání vyjadřovali také hudebníci, např. Patti Smith, která formou básně napsala její recenzi do časopisu Hit Parader. Za svou oblíbenou desku ji označili např. Lindsey Buckingham z Fleetwood Mac, Thurston Moore ze Sonic Youth nebo Peter Buck z R.E.M.

## Seznam skladeb
| Strana 1 | Strana 1                 | Strana 1                    | Strana 1                           | Strana 1 |
| Pořadí   | Název                    | Autor                       | Vedoucí vokály                     | Délka    |
| -------- | ------------------------ | --------------------------- | ---------------------------------- | -------- |
| 1.       | Let Us Go On This Way    | Brian Wilson, Mike Love     | Carl Wilson                        | 1:58     |
| 2.       | Roller Skating Child     | Brian Wilson                | Mike Love, Carl Wilson, Al Jardine | 2:16     |
| 3.       | Mona                     | Brian Wilson                | Dennis Wilson                      | 2:05     |
| 4.       | Johnny Carson            | Brian Wilson                | Mike Love, Carl Wilson             | 2:46     |
| 5.       | Good Time                | Brian Wilson, Al Jardine    | Brian Wilson                       | 2:51     |
| 6.       | Honkin' Down The Highway | Brian Wilson                | Al Jardine                         | 2:43     |
| 7.       | Ding Dang                | Brian Wilson, Roger McGuinn | Mike Love                          | 0:57     |

| Strana 2 | Strana 2                      | Strana 2     | Strana 2                                 | Strana 2 |
| Pořadí   | Název                         | Autor        | Vedoucí vokály                           | Délka    |
| -------- | ----------------------------- | ------------ | ---------------------------------------- | -------- |
| 1.       | Solar System                  | Brian Wilson | Brian Wilson                             | 2:49     |
| 2.       | The Night Was So Young        | Brian Wilson | Carl Wilson                              | 2:15     |
| 3.       | I'll Bet He's Nice            | Brian Wilson | Brian Wilson, Carl Wilson, Dennis Wilson | 2:35     |
| 4.       | Let's Put Our Hearts Together | Brian Wilson | Brian Wilson, Marilyn Wilson             | 2:13     |
| 5.       | I Wanna Pick You Up           | Brian Wilson | Brian Wilson, Dennis Wilson              | 2:38     |
| 6.       | Airplane                      | Brian Wilson | Mike Love                                | 3:05     |
| 7.       | Love Is A Woman               | Brian Wilson | Brian Wilson, Mike Love, Al Jardine      | 2:57     |

## Obsazení

### The Beach Boys
- Brian Wilson
- Carl Wilson
- Dennis Wilson
- Al Jardine
- Mike Love

### Hosté
- Marilyn Wilson (v písni Let's Put Our Hearts Together)